# Jang Yoon-jeong
Jang Yoon-jeong (장윤정) (Seul, 16 febbraio 1970) è una modella sudcoreana, incoronata Miss Corea nel 1987 e rappresentante ufficiale della Corea del Sud a Miss Universo 1988.

## Biografia
In occasione di Miss Universo, Jang Yoon-jeong si è classificò al secondo posto, dietro soltanto alla vincitrice, Porntip Nakhirunkanok, e stabilendo il miglior posizionamento della Corea in tutta la storia del concorso.
Dopo la partecipazione al concorso, Jang Yoon-jeong ha intrapreso la carriera televisiva, diventando una popolare conduttrice televisiva in Corea del Sud.